# بیمارستان جرج‌تاون
بیمارستان جرج‌تاون (انگلیسی: Georgetown Hospital) بیمارستانی در شهر جرج‌تاون هالتون هیلز در استان انتاریو کاناداست. این بیمارستان در زمینی به مساحت ۱۷ جریب فرنگی (۶٫۹ هکتار) ساخته و در سال ۱۹۶۱ راه‌اندازی شد تا شهرستان هالتن را تحت پوشش قرار دهد، اما امروزه به شهرستان پیل هم خدمت‌رسانی می‌کند.

## خدمات
بیمارستان جرج‌تاون شامل بخش‌های زیر است:
- خدمات بیماری‌های داخلی و جراحی
  - جراحی عمومی، پزشکی زنان، ارتوپدی، گوش و حلق و بینی، اورولوژی[۲]
  - مراقبت‌های طولانی‌مدت از بیماران
- خانه سالمندان

بخش اورژانس این بیمارستان به‌طور شبانه‌روزی فعال و پذیرای ۳۵٬۰۰۰ بیمار در سال است.